# تمرین تأملی
تمرین تأملی (به انگلیسی: Reflective Practice) توانایی تأمل در اعمال خود به منظور اتخاذ موضع یا نگرش انتقادی نسبت به عملکرد خود و همتایان خود، و درگیر شدن در فرآیند سازگاری و یادگیری مستمر است. بر اساس یک تعریف، این امر مستلزم «توجه انتقادی به ارزش‌ها و نظریه‌های عملی است که کنش‌های روزمره را از طریق بررسی تمرین به‌ صورت تأملی و واکنشی انجام می‌دهند. این امر به بینش رشدی منجر می‌شود». یک منطق کلیدی برای تمرین تأملی این است که تجربه به تنهایی لزوماً منجر به یادگیری نمی‌شود. تأمل عمدی در مورد تجربه ضروری است.
تمرین تأملی می‌تواند ابزار مهمی در محیط‌های یادگیری حرفه‌ای مبتنی بر تمرین باشد که در آن افراد از تجربیات حرفه‌ای خود یادمی‌گیرند، نه از یادگیری رسمی یا انتقال دانش. ممکن است مهم‌ترین منبع پیشرفت و توسعۀ حرفه‌ای شخصی باشد. همچنین راه مهمی برای گرد هم آوردن تئوری و عمل است؛ از طریق تأمل، فرد قادر است اشکال اندیشه و نظریه را در چارچوب کار خود ببیند و علامت‌گذاری کند. فردی که در طول تمرین خود تأمل می‌کند، فقط به اعمال و رویدادهای گذشته نگاه نمی‌کند، بلکه نگاهی آگاهانه به احساسات، تجربیات، اعمال و واکنش‌ها می‌اندازد و از آن اطلاعات برای افزودن به پایگاه دانش موجود خود استفاده می‌کند تا به سطح بالاتری از درک برسد.